# Segunda Liga 2007-2008
La Liga Vitalis 2007-2008 è stata la diciottesima edizione della Liga de Honra, il secondo livello del campionato di calcio portoghese.
Per la seconda volta assunse il nome di uno sponsor: Vitalis.
Anche questa edizione la competizione fu ridotta a 16 squadre: 4 retrocesse dalla Primeira Liga, 2 promosse dalla II Divisão e il resto salve dalla stagione precedente.
Il vincitore fu il Trofense, promosso in Primeira Liga insieme al Rio Ave, secondo classificato.
Penafiel e Fatima furono retrocessi in II Divisão.

## Squadre partecipanti
- Gil Vicente
- Olhanense
- Trofense
- Rio Ave
- Gondomar
- Olhanense
- Beira-Mar
- Freamunde
- Estoril Praia
- Feirense
- Portimonense
- Desp. Aves
- Santa Clara
- Varzim
- Fátima
- Vizela

## Classifica
|  | Pos. | Squadra       | Pt | G  | V  | N  | P  | GF | GS | DR  |
|  | ---- | ------------- | -- | -- | -- | -- | -- | -- | -- | --- |
|  | 1.   | Trofense      | 52 | 30 | 13 | 13 | 4  | 35 | 22 | +13 |
|  | 2.   | Rio Ave       | 51 | 30 | 13 | 12 | 5  | 38 | 26 | +12 |
|  | 3.   | Vizela        | 50 | 30 | 13 | 11 | 6  | 40 | 22 | +18 |
|  | 4.   | Gil Vicente   | 50 | 30 | 13 | 11 | 6  | 43 | 34 | +9  |
|  | 5.   | Olhanense     | 45 | 30 | 12 | 9  | 9  | 33 | 33 | 0   |
|  | 6.   | Beira-Mar     | 42 | 30 | 10 | 12 | 8  | 30 | 32 | -2  |
|  | 7.   | Estoril Praia | 41 | 30 | 11 | 8  | 11 | 41 | 38 | +3  |
|  | 8.   | Desp. Aves    | 39 | 30 | 10 | 9  | 11 | 43 | 39 | -6  |
|  | 9.   | Varzim        | 38 | 30 | 9  | 11 | 10 | 29 | 27 | +2  |
|  | 10.  | Santa Clara   | 37 | 30 | 10 | 7  | 13 | 31 | 50 | -19 |
|  | 11.  | Portimonense  | 37 | 30 | 8  | 13 | 9  | 26 | 30 | -4  |
|  | 12.  | Gondomar      | 35 | 30 | 8  | 11 | 11 | 37 | 37 | 0   |
|  | 13.  | Freamunde     | 35 | 30 | 9  | 8  | 13 | 42 | 49 | -7  |
|  | 14.  | Feirense      | 33 | 30 | 8  | 9  | 13 | 25 | 27 | -2  |
|  | 15.  | Penafiel      | 29 | 30 | 7  | 8  | 15 | 28 | 39 | -11 |
|  | 16.  | Fátima        | 25 | 30 | 5  | 10 | 15 | 25 | 41 | -16 |

Legenda:

      Ammesse alla Primeira Liga 2008-2009

      Retrocesse in Segunda Divisão 2008-2009